# Bartolomé Esteban Murillo
Bartolomé Esteban Murillo (Sevilla, krščen 1. januarja 1618 - 3. aprila 1682) je bil španski baročni slikar. Oblikovan v poznem naturalizmu, se je razvil v polne baročne formule z občutljivostjo, ki včasih predvideva rokoko v nekaterih njegovih najbolj nenavadnih in imitiranih ikonografskih stvaritvah, kot sta Brezmadežno spočetje ali Dobri pastir v otroški figuri. Osrednja osebnost seviljske šole, z velikim številom učencev in privržencev, ki so njegov vpliv prenesli tudi v 18. stoletje, je bil tudi najbolj znan in najbolj cenjen španski slikar zunaj Španije, edini med njimi je Sandrart vključil kratko in bajno zgodbo. življenjepis v svoji Academia picturae eruditae iz leta 1683 s avtoportretom slikarja, ki ga je vklesal Richard Collin. Po naročilu strank večino njegove produkcije sestavljajo verska dela, namenjena seviljskim cerkvam in samostanom, toda v nasprotju z drugimi velikimi španskimi mojstri svojega časa je tudi žanrsko slikarstvo neprestano in samostojno gojil skozi večino svoje kariere.
1. ↑  Murillo (1617-1682), p. 220.